# Jecklin Float

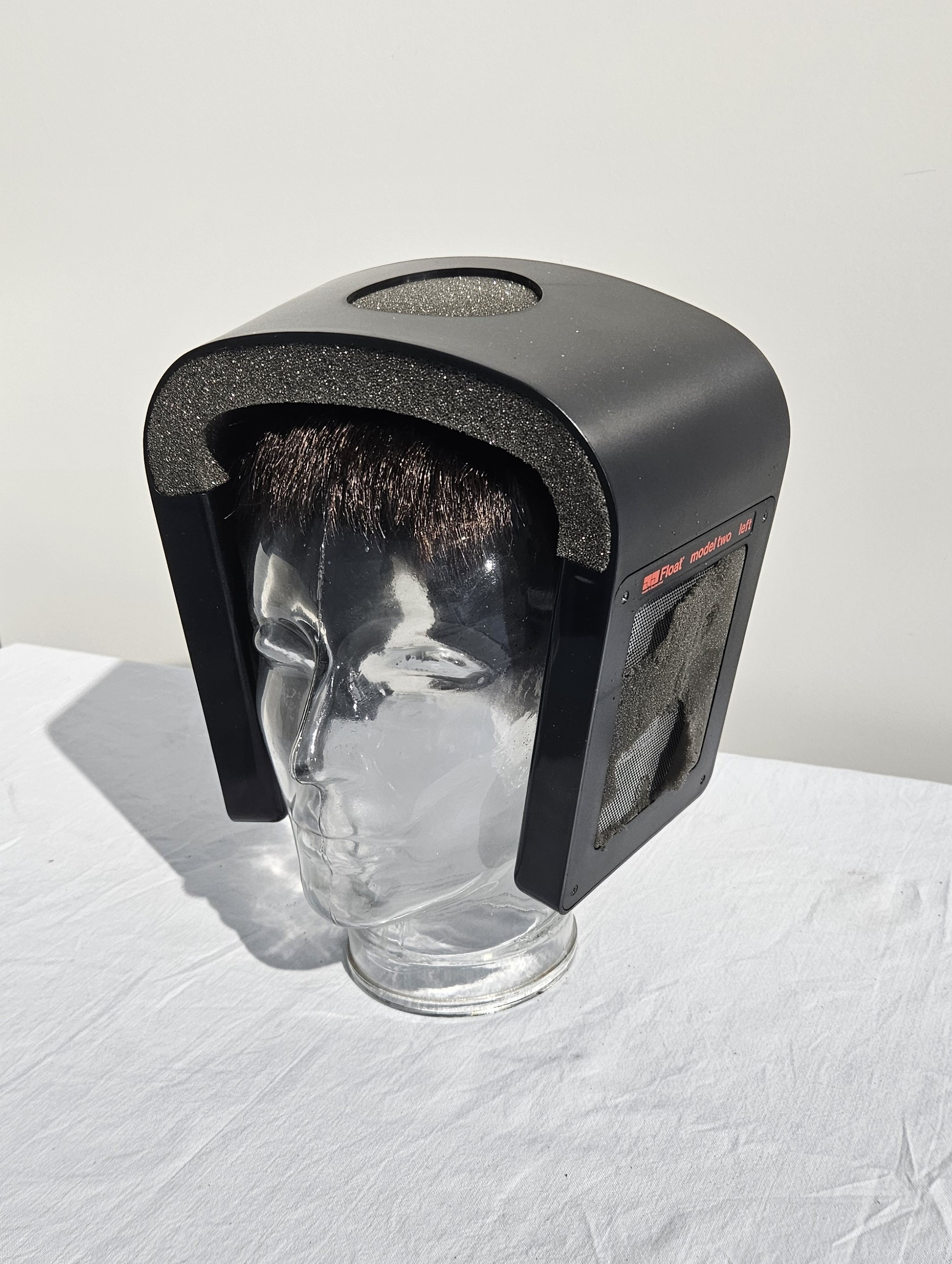
Kopfhörer Jecklin Float Elektrostat der Enter Technikwelt Solothurn

Der Jecklin Float ist ein elektrostatischer Kopfhörer aus dem Jahr 1971, der vorwiegend in der Tontechnik verwendet wird.

## Geschichte
Der Float wurde von dem Schweizer Tontechniker Jürg Jecklin entwickelt. Er dient dazu, die Abhörsituation zu verbessern und damit Tonaufnahmen bereits im mobilen Studio sofort beurteilen zu können, um gravierende Korrekturen später im Tonstudio zu vermeiden. Der Kopfhörer, der nur als Einzelanfertigung gedacht war, sah einem Helm sehr ähnlich. Er wurde später optimiert und sah nach einigen Entwicklungsstufen einem sehr großen klassischen Kopfhörer ähnlich. Aufgrund hoher Nachfrage von Fachleuten und Hifi-Enthusiasten wurden etwa 10.000 Stück gefertigt. Wegen seines ungewöhnlichen Designs, fand er Aufnahme in die Industriedesign-Sammlung des Museum of Modern Art (MoMa) in New York und in die Enter Technikwelt Solothurn.

## Konzept
Der Name ist durch eine sehr große, elektrostatische Membran begründet, welche vor dem Ohr frei schwebt. Dadurch wird ein großes Schallfeld erzeugt, das dem natürlichen Hören entspricht. Daher wird der Float auch als Kopflautsprecher bezeichnet, weil er das Schallsignal, ähnlich wie ein Lautsprecher frei vom Kopf entfernt abbildet, ohne dass es durch eine Kopfhörermuschel verfälscht wird.

## Varianten
Es gibt verschiedene Varianten des Jecklin Float
- Jecklin Float Model One
- Jecklin Float Electrostatic
- Jecklin Float Model Two
- Float QA
- Precide Ergo

### Jecklin Float Electrostatic
Es werden elektrostatische Schallwandler verwendet. Die erfordern ein spezielles Vorschaltgerät, um die benötigte Hochspannung bereitzustellen.
Im Laufe der Zeit wurde sowohl das Design des Kopfhörers selbst als auch das Vorschaltgerät variiert.

### Float QA

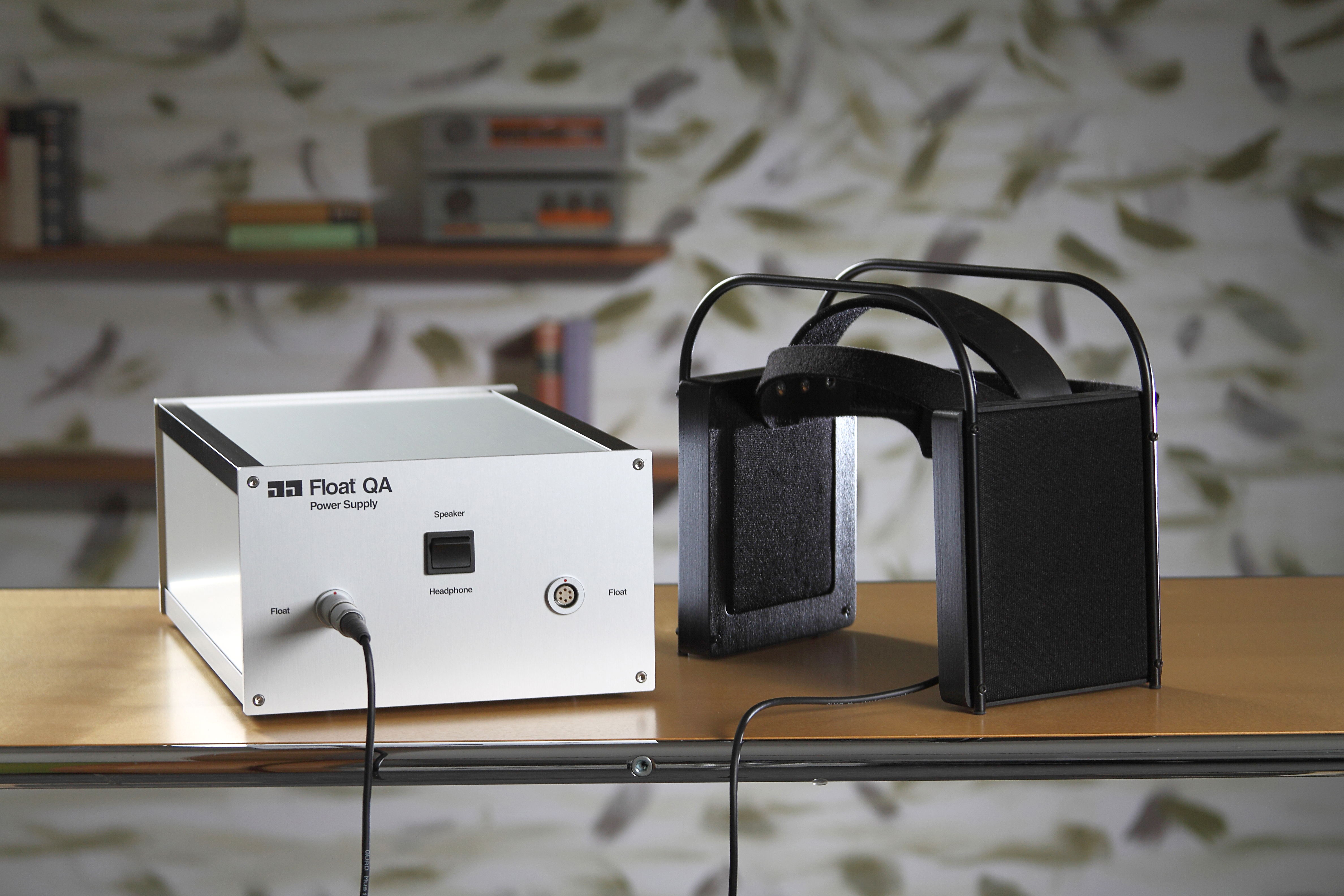
QUAD Float QA

Überarbeitete Versionen werden derzeit von der Firma QUAD als Float QA angeboten. Der starre breite Metallbügel wurde durch schmale Bügel und Kopfbänder ersetzt.
Es gibt mehrere Modelle, die sich in Bezug auf das Wandlerprinzip unterscheiden.
Eines ist ein elektrostatischer Kopfhörer.
Ein weiteres Modell benutzt dynamische Schallwandler.

### Precide Ergo
Der Ergo hat vom Float alle wesentlichen konstruktiven Merkmale übernommen, besteht dabei aber aus anderen Gehäusematerialien.
Der Träger des Float besteht aus Metall, während der Ergo aus Kunststoff besteht.
Die Wandler des Ergo sind zusätzlich höhenverstellbar.
- Model I (dynamisch)
- Model 2 (dynamisch)
- Model A.M.T. (Air Motion Transformer)